# 大川陽子
大川 陽子（おおかわ ようこ、1964年〈昭和39年〉12月15日 - ）は、日本の女優。本名、同じ。

## 来歴・人物
千葉県出身。中学3年生の時には体育の先生になろうと決心していたが、足を悪くしたために断念。そんな折に、姉から劇団入りを勧められて劇団ひまわりに入団して演劇の世界に入り、芸能界デビュー。テレビドラマ初出演は1980年にTBSで放送の『1年B組新八先生』。

## 出演

### ドラマ
- ザ・ハングマン - 辻（パン屋）の娘：辻美智子
  - 第7話「亡者を呼ぶ金相場」（1980年）
  - 第10話「横領結婚」（1981年）
- 俺はご先祖さま (1981年)
- 新・女捜査官 第6話「女子高生の危険なアルバイト」（1983年）
- スチュワーデス物語 (1983年) - 佐田アユミ[1]
- ロマンス（1984年） - 若葉
- 転校少女Y (1984年) - 二階堂絵里
- 太陽にほえろ! 第637話「模擬訓練」 (1985年) - 松本順子
- 特捜最前線 第409話「ベッドタウン殺人事件の死角!」(1985年)
- 乳姉妹 (1985年) - マヤ
- ポニーテールはふり向かない (1985年)
- スケバン刑事 (1985年) - 野々宮礼子
- トライアングル・ブルー (1985年)
- 誇りの報酬 第43話「母に捧げる犯罪」 (1986年) - 丸岡きみこ
- あぶない刑事
  - 第35話「錯覚」(1987年) - 山西陽子の友人
  - 第48話「無謀」(1987年) - 松下ひろこ
- あきれた刑事 第13話「人質はお嬢様」（1988年） -  永井桜子
- 華の別れ (1989年)
- ザ・刑事 (1990年)

### 映画
- 幻想のパリ (1992年)
- おこげ (1992年)
- スペインからの手紙 (1993年)

### ステレオドラマ
- 時をかける少女（1990年）- 神谷マリ（サウンド文学館・パルナス SFメルヘン ※企画・制作:学習研究社、製造:日本コロムビア）